# 984

## Události
- Vzdoropapež Bonifác VII. přichází do Říma v doprovodu byzantské armády. Nechává zajmout a pravděpodobně zavraždit papeže Jana XIV.

## Úmrtí
- Jan XIV., papež

## Hlavy státu
- České knížectví – Boleslav II.
- Papež – Jan XIV.
- Svatá říše římská – Ota III.
- Anglické království – Ethelred II.
- Skotské království – Kenneth II.
- Polské knížectví – Měšek I.
- Západofranská říše – Lothar I.
- Uherské království – Gejza
- První bulharská říše – Roman I. Bulharský
- Byzanc – Basileios II. Bulharobijce